# Gemeentebelangen Leidschendam-Voorburg

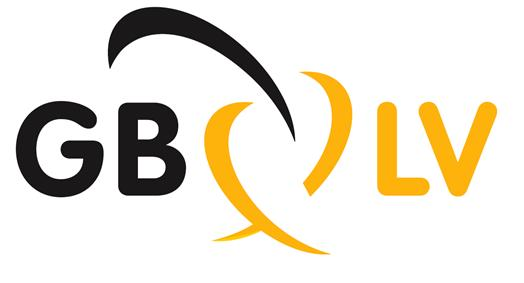
Logo Gemeentebelangen Leidschendam-Voorburg

Gemeentebelangen Leidschendam-Voorburg (GBLV) is een lokale politieke partij in de Nederlandse gemeente Leidschendam-Voorburg, opgericht in 2002 na het ontstaan van de nieuw gevormde gemeente Leidschendam-Voorburg. Sinds de gemeenteraadsverkiezingen in 2018 bezet de partij 9 van de 35 zetels in de gemeenteraad, een winst van 1 zetel vergeleken met 2014. Hans Peter Klazenga is geen fractievoorzitter meer, dat is Frank Rozenberg.

## Geschiedenis
Gemeentebelangen vindt haar oorsprong in 1974, naar aanleiding van de plannen van de gemeente Leidschendam om de destijds omstreden Noordsingel aan te leggen. Uit onvrede werd door Hans Pohlkamp (een omwonende van de Noordsingel) Gemeentebelangen opgericht, dat zich in latere jaren steeds meer profileerde als een voorvechter voor directe inspraak van omwonenden bij plannen en projecten binnen de gemeente. Gemeentebelangen Leidschendam-Voorburg werd in 2002 opgezet als voortzetting van Gemeentebelangen Leidschendam en een afsplitsing van Onafhankelijken Voorburg, nadat de voormalige gemeente Leidschendam per 1 januari 2002 opging in de nieuwe fusiegemeente Leidschendam-Voorburg. Bij de eerste deelname aan de lokale verkiezingen in datzelfde jaar werden 4 van de 35 zetels behaald. Vlak voor de verkiezingen van 2010 sloot de splinterpartij VLLV (Vrije Liberalen Leidschendam-Voorburg) zich aan bij Gemeentebelangen. Gemeentebelangen werd toen met 15,2% van de stemmen de derde partij in Leidschendam-Voorburg, met 5 zetels. Op 27 april 2012 maakte raadslid Freek Steutel bekend uit de fractie van Trots op Nederland te stappen, en zich bij de fractie van Gemeentebelangen aan te sluiten. Hiermee werd Gemeentebelangen Leidschendam-Voorburg met 6 zetels naar aantal uitgebrachte stemmen de tweede partij van de gemeente Leidschendam-Voorburg. In 2014 behaalde Gemeentebelangen 8 zetels en werd met 23,5% de grootste partij van Leidschendam-Voorburg. In 2018 behaalde Gemeentebelangen 9 zetels en werd bijna weer de grootste partij van Leidschendam-Voorburg. Het werd de VVD, ook met 9 zetels maar, met ruim 2% (of bijna 800 stemmen) meer.

## Verkiezingen
Sinds de eerste deelname van Gemeentebelangen Leidschendam-Voorburg aan de gemeenteraadsverkiezingen in 2002 heeft de partij de volgende zetelaantallen behaald:
| Jaar | Zetels | Totaal aantal zetels |
| ---- | ------ | -------------------- |
| 2002 | 4      | 35                   |
| 2006 | 3      | 35                   |
| 2010 | 5      | 35                   |
| 2014 | 8      | 35                   |
| 2018 | 9      | 35                   |